# Гулиев, Джаваншир Рагим оглы
Джаваншир Рагим оглы Гулиев (азерб. Cavanşir Rəhim oğlu Quliyev; род. 22 ноября 1950, Нуха) — азербайджанский композитор, певец. Заслуженный деятель искусств Азербайджана (1992).

## Биография
Родился 22 ноября 1950 года в городе Нуха (ныне — Шеки). В 1967 году окончил русскоязычную среднюю школу, в 1968 году Шекинское музыкальное училище. В том же году поступил на факультет народных инструментов Азербайджанской государственной консерватории имени Узеира Гаджибекова. Через два года поступил на композиторский факультет консерватории и в 1975 году окончил класс композитора, профессора Джевдета Гаджиева.
Будучи студентом, Джаваншир Гулиев начал свои эксперименты в области музыки. В «Первом квартете», который он написал на втором курсе Консерватории, ему удалось открыть новый музыкальный стиль, синтезируя национальную музыку с современными композиционными приемами. Работа была встречена с большим интересом, долгое время была причиной творческих споров на тему «Национальность и современность» в ряде консерваторных конференций в Союзе композиторов СССР.
С 1973 года работал звукорежиссёром в Государственном комитете по телевидению и радиовещанию Азербайджана. Проработал на этой должности 17 лет.
Автор первого военного гимна современного независимого Азербайджана, музыки к фильмам «Фярьяд», «Иткин гялин», «Ашиг Гариб» и другим. Исполнитель некоторых своих песен.
Впервые включил саз и зурну в симфонический оркестр и использовал их в качестве основных инструментов. 
Долгое время преподавал в северокиприотском Ближневосточном университете.

## Награды
- Заслуженный деятель искусств Азербайджана (1992)
- Премия Хумай (2000)
- Премия Союза кинематографистов Азербайджана «За заслуги перед отечественным кинематографом» (2015)[3]
- В 2015 году был награждён премией «Золотая фея» за лучшую оригинальную музыку к фильму «Посол зари»[4]